# جزيرة دارت
جزيرة دارت هي جزيرة في جنوب شرق أستراليا وهي جزء من الأرخبيل التسماني تقع قريباً من جنوب شرق ساحل تسمانيا حول شبه جزيرة تسمان. تحتوي جزيرة دارت على شجر البلاك وود، وألوكاسوراينا وإيكولايبت، وتحتوي على أرانب تسبب تلف للنباتات.